# La Mar
La Mar is een provincie in de regio Ayacucho in Peru. De provincie heeft een oppervlakte van 4.392 km² en telt 88.713 inwoners (2015). De hoofdplaats van de provincie is het district San Miguel.

## Bestuurlijke indeling
De provincie La Mar is verdeeld in elf districten, UBIGEO tussen haakjes:
- (050510) Anchihuay
- (050502) Anco
- (050503) Ayna
- (050504) Chilcas
- (050505) Chungui
- (050506) Luis Carranza
- (050511) Oronccoy
- (050509) Samugari
- (050501) San Miguel, hoofdplaats van de provincie
- (050507) Santa Rosa
- (050508) Tambo

Cangallo · Huamanga · Huanca Sancos · Huanta · La Mar · Lucanas · Parinacochas · Páucar del Sara Sara · Sucre · Víctor Fajardo · Vilcas Huamán